# Little Great Things
Little Great Things är en svensk rockgrupp som bildades 2009. Bandet består av Charlie Grönvall, Christoffer Nilsson Wernqvist, Felix Grönvall och Adam Dahlström. De tävlade i Melodifestivalen 2014.

## Historik
Bandet består av Christoffer Nilsson Wernqvist, Adam Dahlström samt bröderna Felix Grönvall och Charlie Grönvall.
 De två bröderna i bandet, Charlie och Felix, är söner till sångarna Peter och Nanne Grönvall. Charlie träffade Adam och Christoffer under sin utbildning på Rytmus. Efter studenten bildade de bandet Cale Cyler som började spela på lokala klubbar i Stockholm. 2013 bytte bandet namn från Cale Cyler till Little Great Things och skrev avtal med Blue Lemon Management. De blev tillfrågade av Sveriges Television att medverka i Melodifestivalen 2014 där de deltog i den andra deltävlingen från Linköping. Ett album och singel kommer släppas från Universal Music Group under 2014.

## Diskografi

### Singlar
- 2014 - Set Yourself Free
- 2014 - Greatest Loser
- 2014 - Sometimes